# Ambasada Kolumbii przy Stolicy Apostolskiej
Ambasada Republiki Kolumbii przy Stolicy Apostolskiej – misja dyplomatyczna Republiki Kolumbii przy Stolicy Apostolskiej. Ambasada mieści się w Rzymie, w pobliżu Watykanu.
Ambasador Kolumbii przy Stolicy Apostolskiej akredytowany jest również w Republice Malty.